# Heteradelphia paulowilhelmia
Heteradelphia paulowilhelmia är en akantusväxtart som beskrevs av Gustav Lindau. Heteradelphia paulowilhelmia ingår i släktet Heteradelphia och familjen akantusväxter. Inga underarter finns listade i Catalogue of Life.